# محصول چندساله
محصولات چندساله (به انگلیسی: Perennial crop) محصولاتی هستند که - برخلاف محصولات یکساله - نیازی به کاشت مجدد در هر سال ندارند. پس از برداشت، آنها به‌طور خودکار دوباره رشد می‌کنند. بسیاری از محصولات میوه و آجیل به‌طور طبیعی چندساله هستند، با این حال حرکت رو به رشدی برای ایجاد جایگزین‌های چندساله برای محصولات یکساله نیز وجود دارد. از دهه ۱۹۲۰ تا ۱۹۵۰، پژوهشگران در اتحاد جماهیر شوروی پیشین تلاش کردند تا گندم‌های یکساله را با تلاقی آنها با خویشاوندان چندساله مانند علف گندم میانسال، تبدیل به چندساله کنند. هنگامی که تلاقی‌ها به‌طور پیاپی سبب تولید فرزندان عقیم شدند، این علاقه کاهش یافت و عملکرد دانه به‌طور قابل توجهی کاهش یافت. بار بزرگ بعدی که پروژه چندساله کردن غلات انتخاب شد، یک هیبرید گندم بود که توسط ایستگاه آزمایش کشاورزی مونتانا در سال ۱۹۸۶ ساخته شد، که مزرعه مؤسسه رودیل آن را آزمایش کرد. به عنوان مثال، مؤسسه زمین یک محصول گندم چندساله به نام کرنزا را پرورش داده‌است. با حذف یا کاهش شدید نیاز به خاک‌ورزی، کشت چندساله می‌تواند تلفات خاک سطحی ناشی از فرسایش را کاهش دهد، جذب بیولوژیکی کربن را افزایش دهد، و به دلیل ورودی کمتر نیتروژن، آلودگی آبراهه‌ای از طریق رواناب کشاورزی را تا حد زیادی کاهش دهد.